# Campo de petróleo

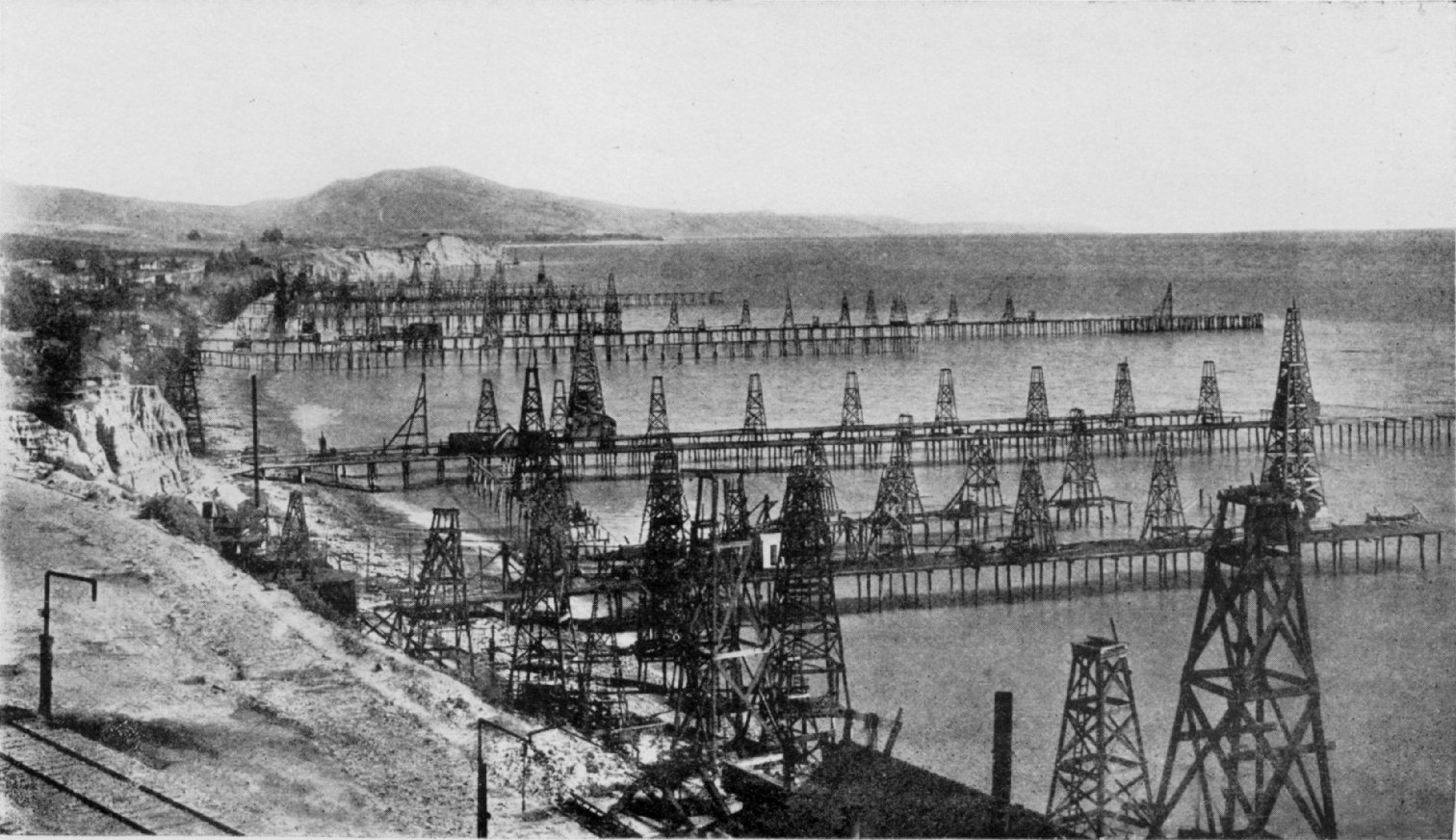
Um campo de petróleo com dezenas de poços. Este é o campo de petróleo Summerland, próximo de Santa Bárbara (Califórnia), antes de 1906.

Campo de petróleo é geralmente definido como uma área onde foi comprovada a existência de depósitos produtivos de petróleo: assim, "poço" pode ser, no terreno da produção de petróleo, uma região com uma abundância de poços de petróleo extraindo óleo bruto (dito também "cru") do solo abaixo. Porque os reservatórios de óleo tipicamente se estendem sobre uma grande área, possivelmente por várias centenas de quilômetros quadrados de área, o pleno aproveitamento deste reservatório implica múltiplos poços espalhados pela área. Além disso, pode haver poços exploratórios sondando as bordas, oleodutos para transportar o petróleo em outros lugares, e instalações de apoio.
Devido a campos de petróleo poderem estar em localizações remotas à civilização, estabelecer um campo de petróleo produtivo é frequentemente um exercício extremamente complicado em logística. Por exemplo, os trabalhadores podem ter de trabalhar lá por meses ou anos e necessitam de habitação. Por sua vez, habitação e equipamentos requerem eletricidade e água. Dutos em locais frios podem ter de ser aquecidos. Gás natural em excedente necessita ser queimado se não houver nenhuma maneira de fazer uso dele, exigindo queimadores e chaminés, e tubos para transportá-lo de maneira adequada até os queimadores.

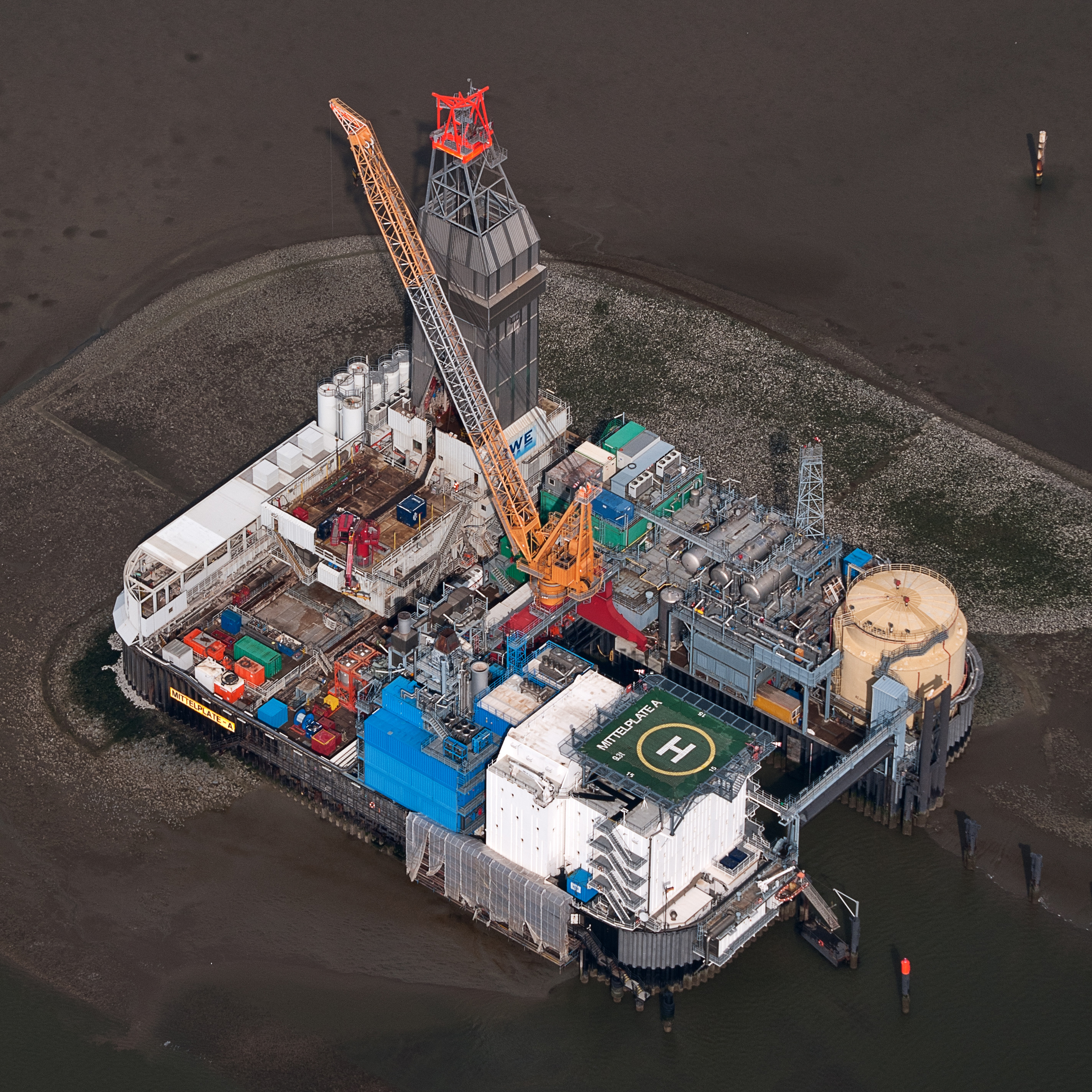
Campo de petróleo Mittelplate, na Alemanha.

Assim, o campo de petróleo típico se assemelha a uma cidade autossuficiente pequena no meio de uma paisagem pontilhada com perfuratrizes e/ou as alavancas de bombas de um tipo conhecido como "bomba cabeça de cavalo" por causa de seu braço de bombeamento. Várias empresas, como BJ Services, Bechtel, Esso, Schlumberger Limited, Baker Hughes e Halliburton, têm organizações que se especializam na construção em grande escala da infraestrutura e prestação de serviços especializados necessários para operar um campo de forma lucrativa.
Mais de 40 milhares campos de petróleo estão espalhados ao redor do globo, em terra e offshore. Os maiores são o campo Ghawar na Arábia Saudita e o campo Burgan no Covaite, com mais de 60 bilhões de barris (aproximadamente 9,5×109 m3) estimados em cada. A maioria dos campos de petróleo são muito menores. Segundo o Departamento de Energia dos Estados Unidos (Administração de Informação de Energia, Energy Information Administration), em 2003 os Estados Unidos sozinhos tinha mais de 30 000 campos de petróleo.
Na idade moderna, a localização de campos de petróleo com reservas provadas de petróleo é um fator chave subjacente em muitos conflitos geopolíticos.
A expressão "campo de petróleo" é também usada como uma abreviatura referindo-se à indústria petrolífera inteira. Entretanto, é mais preciso dividir-se a indústria do petróleo em três setores: cadeia produtiva inicial ou upstream (produção de óleo cru de poços e a separação de água do óleo), cadeia produtiva intermediária ou midstream (as tubulações, os oleodutos e transporte, petroleiro do óleo cru) e cadeia produtiva final ou downstream (o refino e a comercialização de produtos refinados).

## Classificação por tamanho
Um campo de petróleo é uma jazida onde o petróleo ocupa o espaço poroso entre os grãos da rocha reservatório. A jazida é uma armadilha (no Brasil, costuma-se dizer, no ramo, "trapa", de trap, em inglês) que retém o petróleo no seu caminho ascendente a partir da rocha geradora. Se não houver uma armadilha no caminho, o petróleo chega à superfície, oxida e se perde. Descobrir petróleo significa mapear, por meios indiretos, uma armadilha e perfurar um poço sobre ela a partir da superfície.
No caso de sucesso, o poço atravessa uma espessura h de rochas que tem uma determinada saturação de óleo, So. Mede-se a porosidade média da rocha reservatório, Φ, e faz-se uma completação provisória do poço para testar a capacidade de produzir. Amostrado o óleo determina-se o chamado fator volume de formação, Bo, que indica quanto o volume de óleo calculado na jazida vai encolher ao chegar à superfície, devido à liberação de gás dissolvido. Constatada a capacidade de produção, a jazida deve ser delimitada com outros poços para determinar sua área, A.
Cumpridos estes procedimentos, pode-se cubar a jazida com a equação:
{\displaystyle OIP=Ah\phi {\frac {So}{Bo}}}
, onde:
- A = área da jazida em m²,
- h = espessura média da zona saturada com petróleo, em metros,
- Φ =porosidade, que varia de 0 a 1,
- So=saturação de óleo, que varia de 0 a 1,
- Bo um número adimensional.

Assim, uma jazida de 10 quilômetros quadrados, espessura média de 50 metros, porosidade de 15%, saturação de óleo 60%, Bo=1,36, vai conter  OIP = 107×50×0,15×0,6/1,36 = 330,88 milhões de metros cúbicos (2 bilhões de barris).
Com o volume "in place" (aquele que está no campo, geologicamente falando), são projetadas as facilidades de produção (instalações, equipamentos e infraestrutura) que vão operar a jazida usando a energia do reservatório (recuperação primária), ou através de intervenções de manutenção de pressão (recuperação secundária), ou ainda com métodos que utilizem solventes para otimizar a mobilidade do petróleo (recuperação terciária). Em função do orçamento que se está disposto a investir na produção, determina-se o fator de recuperação da jazida, FR, de forma que  OIP×FR=VR, onde VR é o volume recuperável, a meta a ser atingida até o abandono do projeto.
No caso do nosso exemplo, o campo tem a capacidade de produzir até 33 litros de óleo no tanque de armazenamento por cada metro cúbico de jazida. Fica evidente que os custos de desenvolver um campo grande são maiores que desenvolver um campo pequeno, mas para quem tem acesso a capital, o fator de economicidade é muito maior para os grandes empreendimentos. As jazidas de petróleo são, então, classificadas em função do volume recuperável expresso em milhões de metros cúbicos:
- gigante  VR > 100;
- grande  100> VR > 10;
- médio    10 > VR >  1;
- pequeno    1 > VR.

Com o preço que o petróleo alcançou no início do século XXI, pequenas empresas conseguem produzir economicamente jazidas com volumes recuperáveis menores que dez mil metros cúbicos (VR<0,01, isto é,<60 mil barris).